# Volta a Llombardia 1975
La Volta a Llombardia 1975 fou la 69a edició de la clàssica ciclista Volta a Llombardia. La cursa es va disputar el diumenge 11 d'octubre de 1975, sobre un recorregut de 266 km. El vencedor final fou l'italià Francesco Moser, per davant d'Enrico Paolini i Alfredo Chinetti.

## Classificació general
|    | Ciclista                 | Equip                          | Temps      |
| -- | ------------------------ | ------------------------------ | ---------- |
| 1  | Francesco Moser          | Filotex                        | 7h 24' 00" |
| 2  | Enrico Paolini           | Scic-Colnago                   | m. t.      |
| 3  | Alfredo Chinetti         | Furzi-F.T.                     | m. t.      |
| 4  | Roger De Vlaeminck       | Brooklyn                       | + 1'17     |
| 5  | Freddy Maertens          | Carpenter-Confortluxe-Flandria | m. t.      |
| 6  | Eddy Merckx              | Molteni                        | m. t.      |
| 7  | Gianbattista Baronchelli | Scic-Colnago                   | m. t.      |
| 8  | Wladimiro Panizza        | Brooklyn                       | + 5'55.    |
| 9  | Antoine Houbrechts       | Bianchi-Campagnolo             | + 8'55.    |
| 10 | Jos Jacobs               | Ijsboerke-Colner               | + 9'34     |